# Β-二羰基化合物
β-二羰基化合物（英語：β-Dicarbonyl Compound）是一类具有-C(O)CH2C(O)-结构的有机化合物，其中最常见的是β-二酮（英語：β-diketone），这类化合物具有烯醇互变异构，两个羰基间的氢具有明显的酸性。

## 制备
β-二羰基化合物可由克莱森酯缩合反应制备。

## 性质
β-二羰基化合物以烯醇结构为主要异构，这种异构因烯醇或其离子通过氢键或与金属的配位键形成的六元环结构而具有稳定性。在乙酰丙酮、1,1,1-三氟乙酰丙酮和六氟乙酰丙酮中，烯醇的含量分别占85%、97%和100%（33 °C）。
如乙酰乙酸乙酯可以和氯化铁形成有色配合物：
对于酸性相对较弱的β-二羰基化合物形成的稳定的盐需要用较强的碱反应得到，而酸性较强的只需一般的反应条件：
Cu(OCH3)2 + 2 CH3COCH2COOC2H5 → Cu(CH3COCHCOOC2H5)2 + 2 CH3OH
Cu(OH)2 + 2 H(acac) → Cu(acac)2 + 2 H2O